# Brighton & Hove
Brighton & Hove este o Autoritate Unitară în regiunea South East England. A fost format în 1997 prin unirea orașelor Brighton și Hove. Este situat pe coasta de sud a Marii Britanii și este una dintre cele mai populare stațiuni britanice.
1. ↑  Brighton and Hove (Unitary District, Brighton and Hove, United Kingdom) - Population Statistics, Charts, Map and Location (în engleză), arhivat din original|archive-url= necesită |url= (ajutor) la 29 iunie 2023